# Josef Fendt
Josef „Sepp“ Fendt (* 6. Oktober 1947 in Berchtesgaden) ist ehemaliger deutscher Rennrodler und Rennrodelfunktionär. Er war von 1994 bis 2020 Präsident der Fédération Internationale de Luge de Course und ist seit 2020 deren Ehrenpräsident.

## Werdegang
Der für den RC Berchtesgaden startende Josef Fendt war einer der erfolgreichsten Rennrodler der 1970er Jahre. Er war 1970 und 1974 Weltmeister im Einsitzer, wobei er jeweils den Heimvorteil auf der Kunsteisbahn am Königssee nutzen konnte. Bei den Olympischen Spielen 1976 in Innsbruck gewann er, nach einem sechsten Platz 1972 in Sapporo, hinter Dettlef Günther die Silbermedaille. Für diesen Erfolg erhielt er das Silberne Lorbeerblatt. 1971, 1972, 1974 und 1975 wurde er Deutscher Meister. Bei den Rennrodel-Europameisterschaften 1973 wurde er, wiederum in Königssee, Zweiter.
Nach dem Ende seiner sportlichen Karriere begann Fendt sich im internationalen Rennrodelverband Fédération Internationale de Luge de Course als Funktionär zu engagieren. 1985 wurde er zum für den Sport auf Kunsteisbahnen zuständigen Vizepräsidenten des Verbands gewählt. Nach dem Tod von Verbandspräsident Bert Isatitsch im Februar 1994 übernahm Fendt zunächst kommissarisch dessen Amtsgeschäfte. Am 25. Juni 1994 wurde er schließlich auf dem 43. Kongress der FIL in Rom zum Präsidenten des Rennrodelverbandes gewählt. Im Februar 2020 kündigte Fendt an, das Amt im Laufe des Jahres 2020 nach 26 Jahren abgeben zu wollen. Beim Kongress des Rennrodelweltverbandes am 20. November 2020 wurde der Lette Einars Fogelis zu seinem Nachfolger gewählt.
Anlässlich seines 61. Geburtstages wurde Fendt 2008 das Bundesverdienstkreuz am Bande verliehen. Im November 2021 wurde er für seine „jahrzehntelangen Verdienste um den internationalen Rennrodelsport“ zum Ehrenmitglied der russischen Rennrodel-Föderation.